# Sitio de Florencia (405)
El sitio de Florencia fue un suceso bélico ocurrido a finales del año 405 o inicios del año 406. Se enmarca dentro de la invasión del Imperio romano de Occidente realizada por los godos de Radagaiso entre los años 405 y 406.

## Antecedentes
En el año 401, Radagaiso cruzó el Danubio al frente de un ejército de vándalos y alanos e invadió las provincias de Nórico y Recia. Estilicón se dirigió desde Italia para hacerle frente y pudo rechazar con éxito la invasión.
En los años siguientes, Radagaiso consiguió ser aclamado líder de un numeroso grupo de godos greutungos que huían de los hunos. De esta manera, en el 405, volvió a entrar en el Imperio romano de Occidente al frente de estos godos. Cruzaron el Danubio a la altura de la provincia Panonia cuyas defensas se encontraban prácticamente abandonadas. Parece ser que, con el fin de sorprender a las defensas de Italia, no perdieron tiempo saqueando las ciudades de la provincia y se dirigieron directamente a la península donde entraron sin oposición.

## Sitio de Florencia
Gibbon estimó que la intención de Radagaiso era llegar directamente a Roma para tomar la ciudad. Debido a que su gran número les dificultaba el abastecimiento, los invasores se dividieron en tres grupos de los cuales, dos parece que abandonaron Italia mientras que el tercero y mayor de ellos, cruzó los Apeninos y se detuvo en Florencia para tomarla y poder abastecerse.
Aunque la ciudad no contaba con una gran guarnición pudo resistir bien las embestidas de los godos durante varias semanas. Mientras tanto, Estilicón había acabado de reunir un ejército en Pavía y pudo dirigirse al sur para liberar la ciudad. La situación era crítica cuando la vanguardia del ejército romano se aproximó a Florencia. Un contingente pudo introducirse dentro de las murallas con víveres y aliviar a la población mientras que Radagaiso, ante la perspectiva de quedarse atrapado en dos frentes, optó por abandonar el sitio y acuartelarse en la cercana Fiesole situada a unos 6 km.